# Afwateringskanaal (begrip)

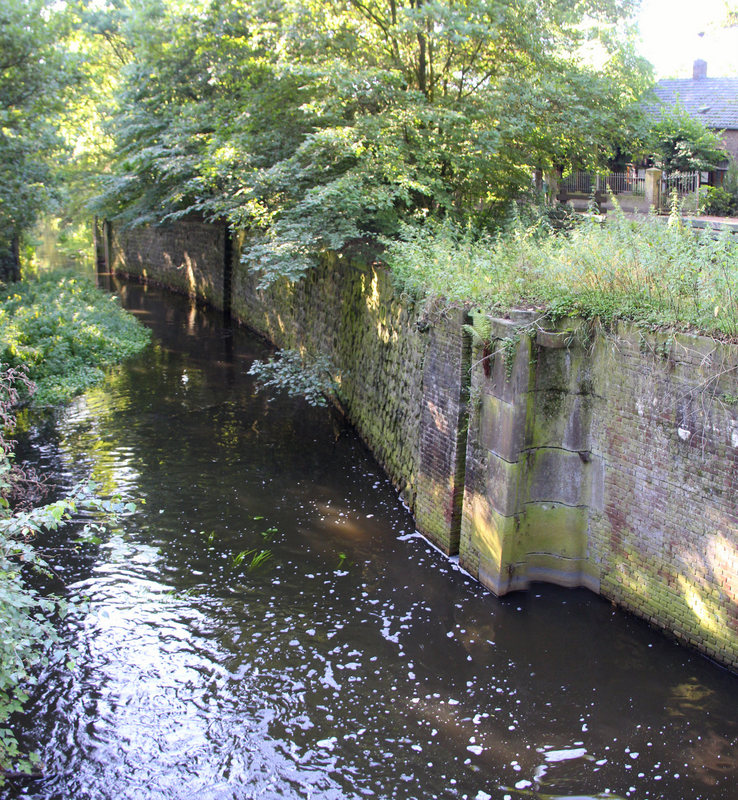
Afwateringskanaal Meijel-Neer aan de Maas

Een afwateringskanaal of drainagekanaal is een kanaal dat specifiek voor de  afvoer van overtollig water of ontwatering van een bepaald gebied is aangelegd. Dit kunnen watergangen aan de oppervlakte zijn zoals sloten, boezems of weteringen, maar ook ondergrondse afwateringssystemen zoals riolen en overkluisde waterlopen.

## Geschiedenis
Al in de klassieke oudheid werden afwateringskanalen aangelegd. Het eerste gedeelte van de Cloaca Maxima in Rome werd in de 7e eeuw v.Chr. aangelegd om moerassige gebieden in de stad te draineren. Dit was in eerste instantie een open kanaal, later werd dit overdekt. 
In de 9e eeuw werden in de Nederlanden de eerste sloten gegraven om hoogveen te ontwateren en in de volgende eeuw begon de Grote Ontginning van de Hollands-Utrechtse laagvlakte, het Groene Hart. In de late middeleeuwen werden in de Nederlanden besturen ingesteld om de waterhuishouding te regelen. In de zuidelijke Nederlanden werden deze besturen wateringen genoemd, in de noordelijke Nederlanden waterschappen. In de 16e eeuw werd begonnen met het droogmaken van watergebieden met behulp van molens en afwateringskanalen. In Limburg werden vanaf de 17e eeuw afwateringskanalen gegraven om hoger gelegen natte heidegebieden te ontwateren, zodat deze geschikt werden voor begrazing.